# Zhenzhushan (sockenhuvudort i Kina, Heilongjiang Sheng, lat 44,89, long 128,33)
Zhenzhushan (kinesiska: 珍珠山, 珍珠山乡) är en sockenhuvudort i Kina. Den ligger i provinsen Heilongjiang, i den nordöstra delen av landet, omkring 160 kilometer sydost om provinshuvudstaden Harbin. Antalet invånare är 14 776. Befolkningen består av 7 166 kvinnor och 7 610 män. Barn under 15 år utgör 13,0 %, vuxna 15-64 år 78 %, och äldre över 65 år 7,0 %.
Runt Zhenzhushan är det ganska tätbefolkat, med 65 invånare per kvadratkilometer. Närmaste större samhälle är Weihe, 7,9 km nordost om Zhenzhushan. Omgivningarna runt Zhenzhushan är en mosaik av jordbruksmark och naturlig växtlighet.
Genomsnittlig årsnederbörd är 926 millimeter. Den regnigaste månaden är juli, med i genomsnitt 208 mm nederbörd, och den torraste är januari, med 7 mm nederbörd.